# Tim Berners-Lee
Sir Timothy "Tim" John Berners-Lee (født 8. juni 1955 i London) anses for opfinderen af World Wide Web. Han er direktør for World Wide Web Consortium, der forestår den fortsatte udvikling.

## Baggrund og tidlig karriere
Tim Berners-Lee er født i London som søn af Conway Berners-Lee og Mary Lee Woods. Begge hans forældre er matematikere og var med i det team, der byggede Manchester Mark II, en af de tidligste computere. De lærte Tim at bruge matematik overalt – også ved middagsbordet. Tim gik i Sheen Mount Primary School til han flyttede til Emanuel School i Wandsworth.
Han er uddannet på Queens College (Oxford University). Han byggede en computer med en loddekolbe, TTL gates, en M6800 processor og et gammelt fjernsyn. Tim og en kammerat blev nægtet adgang til universitets computere, da de var taget i hacking. Han arbejdede som programmør for Plessey Telecommunications Limited i 1976 og i 1978 for D.G. Nash Limited; her skrev han typesetting programmet og et operativsystem.

## World Wide Web
Da han i 1980 var selvstændig konsulent ved CERN, foreslog han et projekt til udvikling af hypertekst for at understøtte informationsudveksling og opdatering blandt forskere. Samtidig konstruerede han prototypesystemet Enquire. Efter at have forladt CERN i 1980 arbejdede han ved John Pooles Image Computer Systems Ltd., men vendte tilbage til CERN i 1984. CERN var det største Internet knudepunkt i Europa, og Berners-Lee så en mulighed for at knytte hypertekst og internet sammen: "jeg skulle blot tage hypertekstideen og blande den med ideerne om transmissionsprotokol (TCP) og domænenavnesystemet og World Wide Web". Han skrev sit første oplæg i marts 1989, og i 1990 udarbejdede han og Robert Cailliau en revideret udgave, der godkendtes af Mike Sende.
Berners-Lee brugte de samme ideer, som lå bag Enquire, til at skabe World Wide Web til det udviklede han den første webbrowser og webeditor (WorldWideWeb udviklet på NeXTSTEP) og den første webserver httpd (Hypertext Transfer Protocol Daemon).
Den først Website var http:/info.cern.ch/, og den kom online den 6. august 1991. Den havde en forklaring på, hvad World Wide Web var, hvordan man kunne fat i en browser og hvordan en webserver kunne sættes op. Desuden havde Berners-Lee det første web-indeks, idet han førte en liste over andre web-sites.
I juni 1992 udgav Berners-Lee hvis ikke den første så en af de første populærvidenskabelige artikler om World Wide Web: 
"Electronic publishing and visions of hypertext", der blev udgivet i Physics World.
Samme måned havde The Economist en feature-artikel om blandt andet WWW.
I 1994 grundlagde Berners-Lee World Wide Web Consortium (W3C) ved Massachusetts Institute of Technology. Det bestod af forskellige virksomheder, der arbejdede med udvikling af standarder og anbefalinger, der kunne forbedre webbets kvalitet.
Berners-Lee besluttede, at hans ideer skulle være frit tilgængelige, og at W3C standarderne skulle bygge på afgiftsfrie teknologier, så de nemt kunne anvendes af alle.
I 2001 udgav Berners-Lee artiklen The Semantic Web i tidsskriftet Scientific American.
Artiklen gav startskuddet til begrebet semantisk web.